# Fucile fotografico

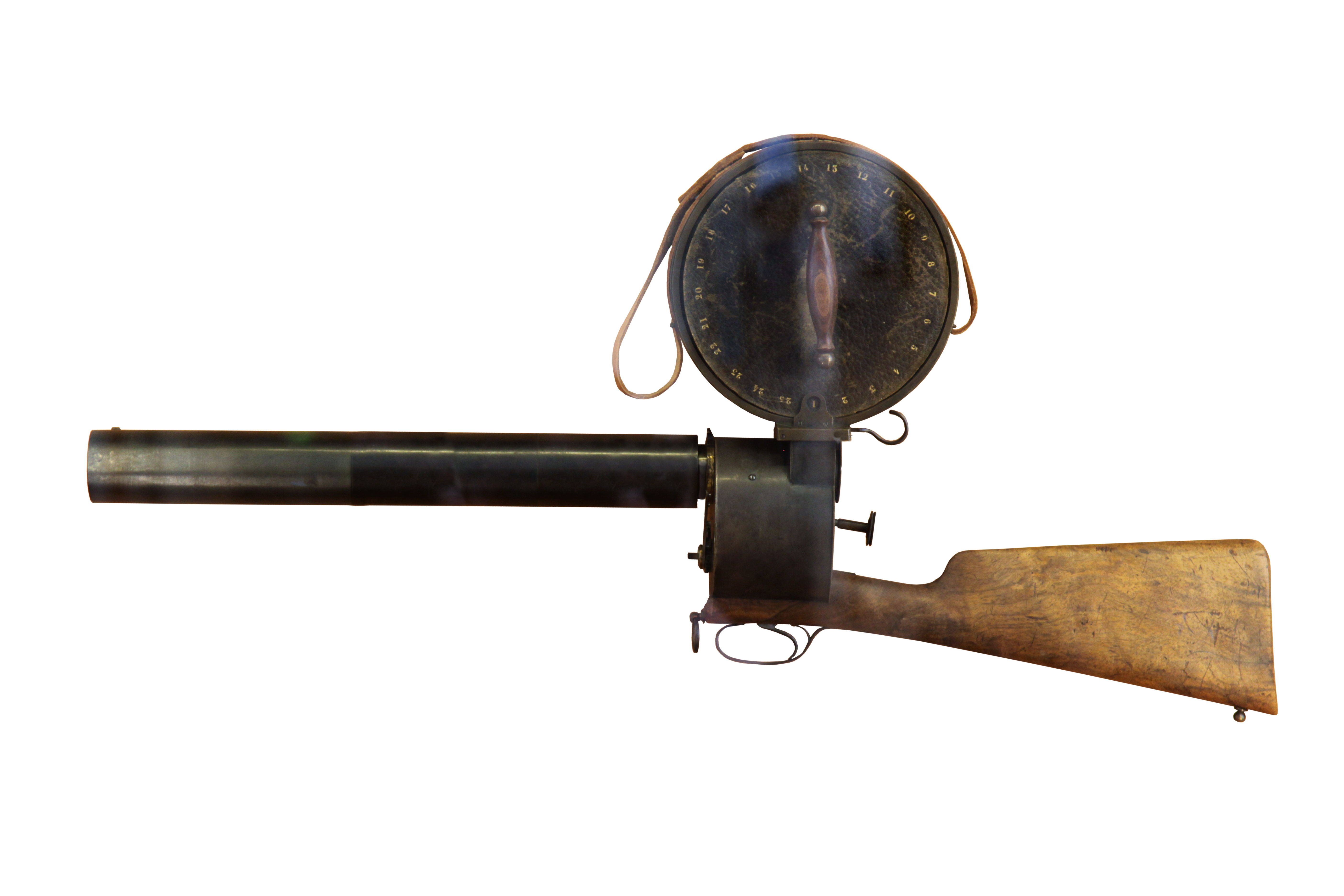
Il fucile cronofotografico inventato da Étienne-Jules Marey

Il fucile fotografico, inventato nel 1882 dal fisiologo Étienne-Jules Marey, fu la prima cinepresa; chiamata in tal modo data la sua forma che richiama un fucile. Esso era costituito da un meccanismo a intermittenza capace di impressionare la pellicola con 12 fotogrammi al secondo, con l'obbiettivo inserito nella canna, e un grilletto per scattare.

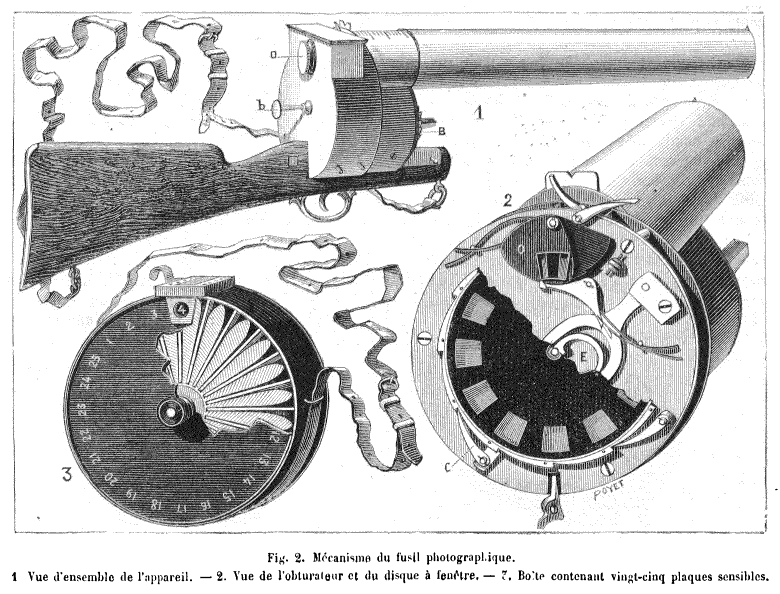
Incisione di Louis Poyet del meccanismo del "fucile fotografico" pubblicata in La Nature (aprile 1882)

## Storia
Étienne-Jules Marey sviluppò il suo fucile cronofotografico nel 1882, ispirandosi al revolver fotografico inventato nel 1874 dall'astronomo francese Jules Janssen.
Il suo funzionamento  è molto simile a quello di un normale fucile, con impugnatura, canna e tamburo rotante, solo che non trasporta proiettili ma lastre fotografiche con cui catturava la luce ad alta velocità.
Con questo strumento, fu ripreso il filmato La Vague del 1891.